# Transient Random-Noise Bursts with Announcements
Transient Random-Noise Bursts with Announcements é o segundo álbum de estúdio do grupo Stereolab.

## Faixas
Lado A
1. "Tone Burst" – 5:35
2. "Our Trinitone Blast" – 3:47
3. "Pack Yr Romantic Mind" – 5:06

Lado B
1. "I'm Going Out of My Way" – 3:25
2. "Golden Ball" – 6:52
3. "Pause" – 5:23

Lado C
1. "Jenny Ondioline" – 18:08

Lado D
1. "Analogue Rock" – 4:13
2. "Crest" – 6:04
3. "Lock-Groove Lullaby" – 3:38

## Créditos
Participarem das gravações:
- Laetitia Sadier - vocal, guitarra, moog, tamborim.
- Tim Gane - guitarra, orgão vox, moog, percussão.
- Sean O'Hagan - guitarra, órgãos Vox e Farfisa.
- Andy Ramsay - Bouzouki, órgão Vox, percussão.
- Mary Hansen - vocal, guitarra, tamborim.
- Duncan Brown - guitarra, baixo, backing vocal.

Produção e Engenharia de som de Phil Wright.